# 伽马射线

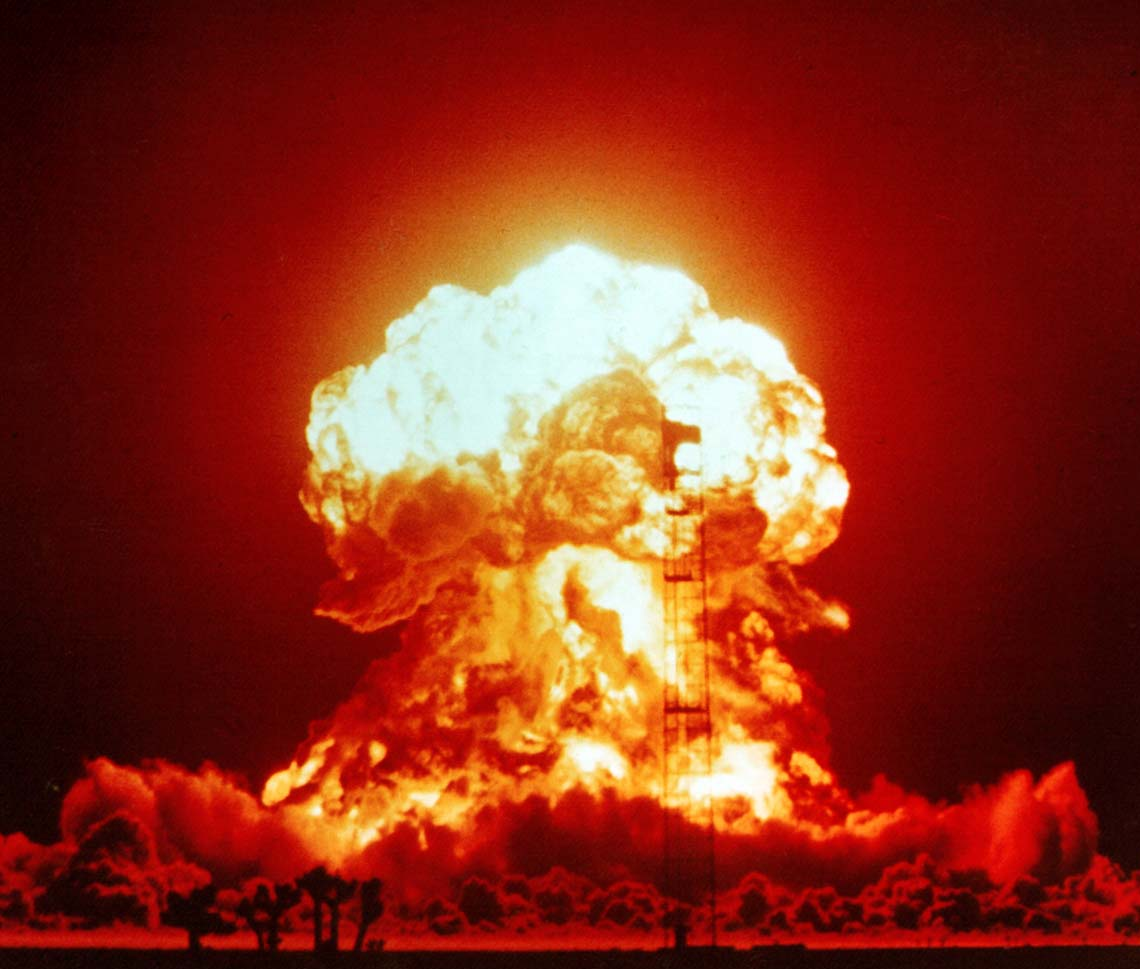
核裂變時會產生並釋放出伽瑪射線

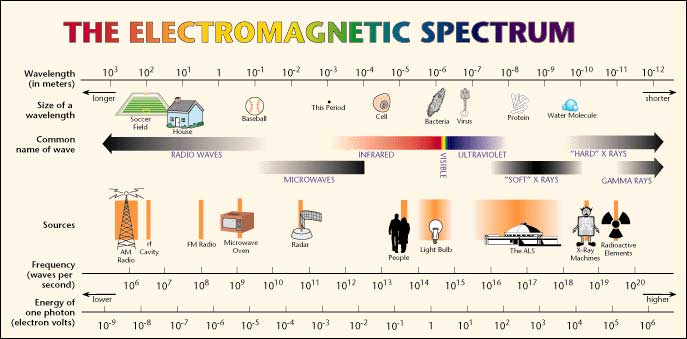
圖中的電磁波谱顯示各種頻率的性質

伽瑪射線（或射線）是原子衰變裂解時放出的射線之一。此種電磁波波長在0.01奈米以下，穿透力很強，又攜帶高能量，容易造成生物體細胞內的脫氧核糖核酸（DNA）斷裂進而引起基因突变，因此也可以作醫療之用。1900年由法國科學家保罗·维拉尔發現，他將含鐳的氯化鋇通過陰極射線，從照片記錄上看到輻射穿過0.2毫米的鉛箔，拉塞福稱這一貫穿力非常強的輻射為γ射線，是繼α射線、β射線後發現的第三種原子核射線。1913年，γ射線被證實為是電磁波，波長短于0.2 埃，本質上和X射線是同一射線，只是γ射線與X射線的來源不同而已。
γ射線通過物質並與原子相互作用時會產生光電效應、康普頓效應和正負電子對效應。γ射線即使使用較厚材料阻挡一般也仍然有部分射線泄漏，所以通常只能用半吸收厚度来定量材料的阻隔效果。半吸收厚度是指入射射线强度减弱到一半時阻隔物体的厚度。半吸收厚度其数值 {\displaystyle d\left({\frac {1}{2}}\right)={\frac {\ln 2}{\gamma }}\approx {\frac {0.693}{\gamma }}} ，μ表示阻隔物材料的射线吸收系数。材料的射线吸收系数与射线频率、能量以及材料种类有关，一般原子序数高和密度高的元素构成的材料其γ射线吸收系数也较高。普通放射源如Cs-137放射源产生的γ射线在铝、铁、铜、铅中的半吸收厚度分别约为3.2cm、2.6cm、1.4cm和0.6cm。

## 應用

伽馬射線

α粒子相當於氦的原子核可被紙所阻擋，β粒子相當於電子可被鋁箔所阻擋，γ射線則具有高穿透性。

### 天文學研究
當人類觀察太空時，看到的為「可見光」，然而電磁波譜的大部份是由不同輻射組成，當中的輻射的波長有較可見光長，亦有較短，大部份單靠肉眼並不能看到。通過探測伽瑪射線能提供肉眼所看不到的太空影像。
在太空中產生的伽瑪射線是由恒星核心的核聚變產生的，因為無法穿透地球大氣層，因此無法到達地球的低層大氣層，只能在太空中被探測到。太空中的伽瑪射線是在1967年由一顆名為「維拉斯」的人造衛星首次觀測到。從20世紀70年代初由不同人造衛星所探測到的伽瑪射線圖片，提供了關於幾百顆此前並未發現到的恒星及可能的黑洞。於90年代發射的人造衛星（包括康普頓伽瑪射線觀測台），提供了關於超新星、年輕星團、類星體等不同的天文信息。

### 滅菌
伽马射线具有穿透性和对生物细胞的破坏作用，因此被用于对医疗用品、化妆品、香料进行灭菌。通常使用鈷-60作为輻射源頭。具有滅菌速度快、灭菌彻底，無化学残留无环境污染等优点。

### 医疗
傳統放射治療有在使用鈷-60作為單一射源進行治療病人；現在已經較少使用。
伽马射线立体定向放射治疗，又称为伽马刀，屬於使用多顆鈷-60來同時照射病人，而病人需要戴上特定的定位器，用于对特定肿瘤（大部份為頭部肿瘤）患者的治疗。

## 延伸阅读
Phillis Engelbert & Diane L. Dupuis. . Visible Ink Press LLC. 1998.